# Upper Sapey
Upper Sapey – wieś w Anglii, w hrabstwie Herefordshire. Leży 29 km na północny wschód od miasta Hereford i 182 km na północny zachód od Londynu.